# Encephalartos middelburgensis
Encephalartos middelburgensis är en kärlväxtart som beskrevs av Pieter Johannes Vorster. Encephalartos middelburgensis ingår i släktet Encephalartos och familjen Zamiaceae. IUCN kategoriserar arten globalt som akut hotad. Inga underarter finns listade i Catalogue of Life.